# Brachyleptura vexatrix
Brachyleptura vexatrix is een keversoort uit de familie van de boktorren (Cerambycidae). De wetenschappelijke naam van de soort werd voor het eerst geldig gepubliceerd in 1853 door Carl Gustaf Mannerheim.